# Роус, Роберт, 6-й граф Стрэдброк
Роберт Кейт Роус, 6-й граф Стрэдброк (англ. Robert Keith Rous, 6th Earl of Stradbroke ; род. 25 марта 1937) — британский пэр, проживший большую часть своей жизни в Австралии, где он стал овцеводом на площади около 15 000 акров на юге штата Виктория. Член Палаты лордов с июля 1983 по ноябрь 1999 года, он редко присутствовал на ней.
Титулы: 6-й граф Стрэдброк, графство Саффолк (с 18 июля 1983 года), 11-й баронет Роус из Хенхем-Холла (с 18 июля 1983), 6-й барон Роус из Деннингтона, Саффолк (с 18 июля 1983), 6-й виконт Данвич, графство Саффолк (с 18 июля 1983 года).

## Биография
Родился 25 марта 1937 года. Старший сын Уильяма Кейта Роуса, 5-го графа Стрэдброка (1907—1983), и его первой жены Памелы Кэтрин Мейбелл Кей-Шаттлворт (1915—1972), внучки Утреда Кея-Шаттлворта, 1-го барона Шаттлворта (1844—1939), и сестры 4-го барона Шаттлворта. Роберт учился в школе Харроу в Лондоне.
Примерно в 1957 году Роус эмигрировал в Австралию, спасаясь от семьи и от вражды между отцом и дядей. Он заработал состояние на спекуляциях землей. Причиной его поселения в Виктории, возможно, было то, что его дед, Джордж Роус, 3-й граф Стрэдброк (1862—1947), был губернатором штата (1921—1926). Его дядя, Джон Роус, 4-й граф Стрэдброк (1903—1983), был лордом-лейтенантом Саффолка с 1948 по 1978 год.
14 июля 1983 года его отец унаследовал титул пэра от старшего брата, 4-го графа Стрэдброка, и молодой Роус был официально назван виконтом Данвичем; но четыре дня спустя (18 июля) умер и его отец, и он сам стал 6-м графом Стрэдброком. Помимо звания пэра, баронетства и места в Палате лордов, он также унаследовал поместье своего дяди Хенэм-Парк площадью 3500 акров в Саффолке, с примерно пятьюдесятью домами и коттеджами, хотя его дядя снес бывшая семейная резиденция Хенхэм-Холл в 1953 году. Однако это наследство привело к длительной судебной тяжбе в Англии.
Зять 4-го графа назвал Стрэдброка «злобным лжецом» после того, как он назвал поместье Хенхэма «очень запущенным после десятилетий бесхозяйственности». Это привело к иску о клевете, по которому Стрэдброку была присуждена компенсация в размере 40 000 фунтов стерлингов. Во время суда новый граф из Австралии фигурировал в бульварной прессе в шляпе и сопровождал свои комментарии такими выражениями, как «честный динкум». Но его планы относительно нового загородного дома были отвергнуты, поэтому Стрэдброк поселился в палатке, а затем в коттедже с двумя спальнями. Девять лет он делил свою жизнь между Австралией и Англией.
К 2000 году Стрэдброк вернулся в Австралию и жил на станции Маунт-Файанс в Дандоннелле, недалеко от Мортлейка, Виктория, Австралия, на овцеводческой ферме площадью почти 15 000 акров с усадьбой с восемью спальнями, построенной в 1880-х годах.
В 2015 году Стрэдброк объявил, что продает свою собственность на горе Файанс. В газетном сообщении отмечалось, что поместье было знаменитым, а его владелец «нахально печально известным». Позже сообщалось, что цена продажи составила около 34 миллионов долларов.
Он продолжает владеть поместьем Хенхэм-Парк в Саффолке и развивает его.

## Личная жизнь
3 сентября 1960 года Стрэдброк впервые женился на Дон Антуанетте Беверли, дочери Томаса Эдварда Беверли. Они развелись в 1976 году, у них было семеро детей:
- Роберт Кейт Роус, виконт Данвич (род. 15 ноября 1961), старший сын и наследник отца
- Леди Ингрид Арнел Роус (род. 12 апреля 1963)
- Леди София Рейнер Роус (род. 27 сентября 1964)
- Леди Хайди Симона Роус (род. 27 марта 1966)
- Леди Памела Кери Роус (род. 15 мая 1968)
- Леди Бриджит Эйлена Роус (род. 13 июня 1970)
- Уэсли Александр Роус (род. 22 октября 1972)

В 1977 году он женился во второй раз на Розанне Мэри Бланш Рейтман (род. 31 июля 1953), дочери Фрэнсиса Рейтмана и Сьюзан Дианы Мэри Вернон, и у них было восемь детей:
- Гектор Фрейзер Роус (род. 25 мая 1978)
- Леди Зеа Катерина Роус (род. 18 октября 1979)
- Максимилиан Отон Роус (род. 1981)
- Хенхэм Моубрей Роус (род. 20 сентября 1983)
- Уинстон Уолберсвик Роус (род. 1986)
- Леди Минсмир Матильда Роус (род. 1988)
- Йоксфорд Улисс Улуру Роус (род. 1989)
- Рамсар Фьянс Роус (род. 1992)

У Стрэдброка был младший брат, сэр Уильям Роус (1939—1999), который сделал карьеру в британской армии и стал генерал-лейтенантом и полковником Колдстримской гвардии.